# Залізобетонне кріплення
Кріплення залізобетонне (рос. крепление железобетонное, англ. reinforced concrete support, нім. Stahlbetonausbau m, Ausbau m im Stahlbeton m) — гірниче кріплення з бетону, зі сталевою арматурою (в окремих випадках бетоном замонолічують сталеві рами). Застосовують залізобетонне кріплення в капітальних підземних виробках зі значним, нерівномірним тиском гірських порід у складних гірничо-геологічних умовах, на сполученнях і перетинах відповідальних капітальних виробок і т. ін. За способом виготовлення К.з. поділяють на монолітне і збірне.